# Fandango minero
El fandango minero es un palo del cante flamenco propio de los denominados cantes de Levante gestados durante el siglo XIX en la Sierra minera de Cartagena-La Unión. El fandango minero es un cante único por mantener una línea melódica muy constante y debemos a Antonio Piñana la recuperación completa de este estilo. Piñana popularizó Latidos del corazón.